# Razim liman
Razim liman eller Razelm liman (rumänska: Limanul Razim, Limanul Razelm) är Rumäniens största sjö. Den ligger söder om Donaudeltat vid Svarta havets kust och ingår i Unesco världsarvet Donaudeltat.
Razim limam är en tidigare lagun som avgränsas av två sandrevlar mot Svarta havet och mynnar ut i sjön Goloviţa. Genom invallningar har lagunen omvandlats från ett område med bräckt vatten till en sötvattensjö och det har successivt förändrat områdets flora och fauna.
Den 89 hektar stora ön Popina i norra delen av lagunen är ett naturreservat och en viktig häckningsplats för gravand.